# Thân vương quốc Calenberg
Thân vương quốc Calenberg (tiếng Đức: Fürstentum Calenberg ; tiếng Anh: Principality of Calenberg) là một bộ phận lãnh thổ của Nhà Welf thuộc Công quốc Brunswick-Lüneburg, được thành lập vào năm 1432. Calenberg được cai trị bởi Nhà Hannover từ năm 1635 trở đi, và được nâng lên Tuyển đế hầu của Đế chế La Mã Thần thánh vào năm 1692. Calenberg trở thành hạt nhân của Tuyển hầu quốc Hannover, nằm trong liên minh cá nhân với Vương quốc Anh từ năm 1714 trở đi. Thân vương quốc được đặt theo tên của Lâu đài Calenberg, nơi ở của các Công tước Brunswick.